# Stazione di Tarbes
La stazione di Tarbes (in francese Gare de Tarbes) è la principale stazione ferroviaria di Tarbes, Francia.